# Xipiu de Bolívia
El xipiu de Bolívia (Poospiza boliviana) és un ocell de la família dels tràupids (Thraupidae).

## Hàbitat i distribució
Habita matolls àrids dels Andes del centre i sud-est de Bolívia.